# 青岛烟草博物馆
青岛烟草博物馆，位于中华人民共和国山东省青岛市市北区华阳路1919创意产业园内，即原青岛颐中卷烟厂老厂区旧址，系利用始建于二十世纪二十年代的英美烟草公司仓库改造而成。

## 历史
2010年4月22日建成开馆，是一座以烟草为主题的主题博物馆，同时也是中国第二大烟草博物馆，仅次于中国烟草博物馆。

## 内部链接
- 青岛市博物馆